# فرانسیسکو مندس
فرانسیسکو مندس (اسپانیایی: Francisco Méndez‎؛ زادهٔ ۲۱ ژانویهٔ ۱۹۶۰) وزنه‌بردار اهل کوبا بود. وی در بازی‌های المپیک تابستانی ۱۹۸۰ شرکت کرده‌است.